# Golf de Caen
Le golf de Caen est un terrain de golf situé à Biéville-Beuville, en France, dans le département du Calvados en Normandie. Il est ouvert depuis 1990.
Le golf appartient à la communauté urbaine Caen la Mer, dont elle délègue la gestion au 1er mars 2019 à la SARL Golf Compact de Louvigny pour une durée de dix ans.

## Histoire
Le golf est créé en 1990 par l'architecte Fred Hawtree. Il est alors composé d'un parcours de 18 trous. Un autre de 9 trous est ajouté dans la forêt qui borde le lieu.
Le golf s'étend sur 90 ha.

## Description
Avec 27 greens, le golf dispose d'un practice de 30 postes (dont 16 couverts), green d'approche avec bunker, putting green, chipping green et de 3 trous compacts. Il existe deux parcours :
- La Plaine Vallon avec 18 trous (par 72) d'une distance de 6 053 mètres (6 619 yards)
- Le Bois avec 9 trous (par 36) de 3 085 mètres (3 373 yards)

Le golf dispose d'un restaurant ouvert à tous qui peut être privatisé pour l'organisation d'événements particuliers. Il comporte par ailleurs une salle de séminaire ainsi qu'une boutique d'accessoires, de matériel et de vêtements de golf.